# Staubspeicherfähigkeit
Die Staubspeicherfähigkeit (englisch dust retention capacity bzw. dust holding capacity, französisch capacité de colmatage) ist ein Maß zur Beurteilung von Filtern für die Gasreinigung, insbesondere von Tiefenfiltern. Sie wird aber auch zur Charakterisierung staubaufnehmender Medien verwendet. 

## Filtration
In der Filtration gibt die Staubspeicherfähigkeit die Masse an Staub an, die in einem Filter bis zum Erreichen eines vorgegebenen End-Druckverlusts eingelagert werden kann.
In der mittlerweile zurückgezogenen Norm DIN 24185 Teil 1 wurde diese Definition auch als Statische Staubspeicherfähigkeit bezeichnet und von der Dynamischen Staubspeicherfähigkeit abgegrenzt, die auf eine Flächeneinheit bezogen wurde und eine selbsttätige Erneuerung des Filtermediums voraussetzte.

## Staubspeicherfähigkeit und Standzeit
Die Staubspeicherfähigkeit ist nur eine relative Größe, die keinen Hinweis auf Filter-Standzeiten geben kann. Ihre Messung erfolgt mittels synthetischem Prüfstaub. Die Verwendung dieser Größe ist nur dann sinnvoll, wenn die Partikelgrößenverteilung des Staubs bekannt ist. 
Durch eine homogene Faserverteilung wird angestrebt, die Staubspeicherfähigkeit bei gleichzeitig niedrigem Druckverlust zu erhöhen. Ebenfalls wird mittels mehrstufiger Bauweise von Filteranlagen versucht, deren Staubspeicherfähigkeit zu optimieren. Bei Atemschutzmasken wird eine Standzeit-Verlängerung durch die Verwendung mehrlagiger Filtermedien angestrebt.

## Weitere Bedeutungen
Die Fähigkeit eines Mopps, losen Staub zu binden, wird ebenfalls als Staubspeicherfähigkeit bezeichnet.